# صامويلسون أوونو نغونغو
صامويلسون أوونو نغونغو (بالفرنسية: Samuelson Owono Ngongo)‏ (مواليد 4 يناير 1987 في الكاميرون) هو لاعب كرة قدم كاميروني سابق كان يجيد اللعب في مركز قلب الدفاع.